# Black baldy
La black baldy est une race bovine récente. Elle porte aussi le nom de black whiteface. (noire à tête blanche)

## Origine
Elle est issue du métissage entre vaches hereford et taureaux black angus. Par un effet hétérosis, les animaux sont plus vigoureux que ceux des races mère et père.

## Morphologie
Elle porte une robe noire, avec la tête et les pattes blanches. Le mufle est noir et les cornes sont absentes.

## Aptitudes
C'est une race bouchère créée pour éliminer les problèmes de dystocie existant sur la race hereford. L'apport de l'angus induit des veaux plus petits, favorisant la naissance. Cette race a aussi apporté l'absence de cornes utile pour éviter les blessures entre animaux et envers les vachers.